# Polat Can
Polat Can, né le 20 mars 1980 à Kobané (Syrie), est un militant politique kurde de Syrie. Il est l'un des fondateurs et des principaux commandants des Unités de défense du peuple (YPG), et assume la fonction de porte-parole officiel de l'organisation. Il exerce aussi une fonction de commandant de la coalition des Forces démocratiques syriennes.
Il est en outre journaliste et écrivain, auteur d'une production littéraire en kurde et en arabe.

## Biographie
Né en 1980 à Kobanê, l occupe de nombreuses fonctions dans les différents services de presse liés au mouvement. Il est un temps rédacteur en chef de la revue Mesopotamia, publiée dans le Caucase, et de la revue Rojhilata Navîn/Middle East, publiée à Bagdad.

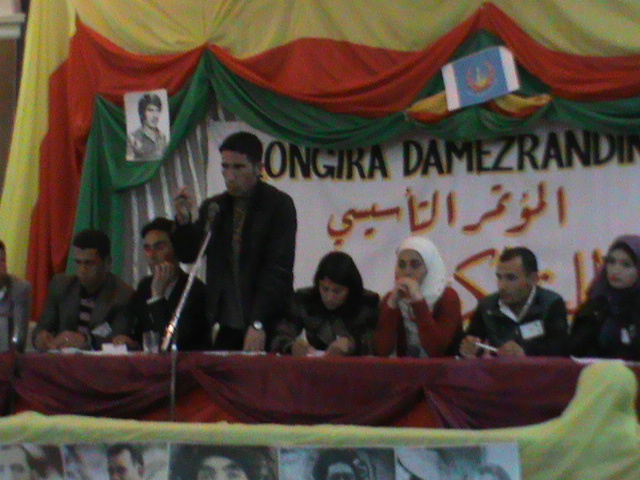
27.03.2012

Il est l'un des fondateurs de la Confédération des étudiants kurdes patriotes, dont il devient le coordinateur général. Il assume encore la charge de responsable des étudiants universitaires de l'Académie Mazlum Dogan.

### Les Unités de protection du peuple
Polat Can est l'un des membres fondateurs des Unités de protection du peuple (YPG) en Syrie. Il devient le porte-parole officiel de cette organisation au cours de la lutte contre Daesh, lors de la guerre civile syrienne (notamment les première et deuxième batailles de Kobané).
Polat Can, en plus de ses fonctions au sein des YPG, assume aussi une charge de commandement au sein des Forces démocratiques syriennes, coalition dont font partie les YPG mais qui comprend d'autres organisations armées.

### Entrevue avec le représentant des États-Unis
Début 2016, Polat Can rencontre un représentant officiel des États-Unis , Brett McGurk, alors sous la présidence d'Obama. Cette rencontre donne lieu à une vive polémique en Turquie, dont le gouvernement considère les YPG comme une organisation terroriste.

## Œuvres
Il écrit en kurde, en anglais, en arabe et en turc. Plusieurs de ses livres ont été publiés en trois langues[réf. nécessaire]. Il écrit depuis de nombreuses années dans des revues, des journaux et sur internet.

### Publications en kurde
- (ku) Navname, 2003.
- (ku) Berfa Germ [« La neige chaude »], Istanbul/Diyarbakir, Aram yayınları, 2004, 79 p. (ISBN 978-6-059-23700-0).
- (ku) Edduba, 2004.
- (ku) Zimanê Melekan, 2005.
- (ku) Qulingên Rewanê, 2007.
- (ku) Asoyên Çareseriyê
- (ku) Projeyên Pratîkî Yên Avakirina Rêveberiya Xweser

### Publications en arabe
- (ar) آه يا صغيرتي [« Ah ya Sexîretî »],‎ 2002.
- (ar) آفاق كونفدرالية [« Afaq Konfedraliyê »],‎ 2006.
- (ar) نساء القرنفل [« Nîsa'el Qurunful, Helbest »],‎ 2009.
- (ar) لمحات عن حزب العمال الكردستاني,‎ 2009.
- (ar) موجز عن تاريخ اللغة الكردية,‎ 2012.
- (ar) مدخل إلى الأعلام الكردية,‎ 2012.
- (ar) غربلة الأفكار.
- (ar) في نقد العقل الشرقي.
- (ar) من روجافا إلى شنكال.
- (ar) المشاريع العملية لبناء الإدارة الذاتية.
- (ar) آفاق الحل: حديث البدايات في الثورة والقضية الكردية في روجافا مع مظلوم عبدي.

### Publications en turc
- (tr) Göçmen Yürekler, 2006.
- (tr) İnovasyon ve Pazarlama [« [Innovation et négociations »], Kriter Yayınları, 192 p.
- (tr) Sosyal Pazarlama [« Les Négociations sociales »], Kriter Yayınları, 200 p. (ISBN 978-6-059-33685-7).

### Textes traduits en français
- « La chute d'Alep-Est », dans Stephen Bouquin, Mireille Court et Chris Den Hond (préf. Michael Löwy), La Commune du Rojava : L'Alternative kurde à l'État-nation [« De staat voorbij : bijdrage van de Koerdische bevrijdingsbeweging »], Bruxelles/Paris, Critica/Syllepse, coll. « Utopie critique », 2017, 203 p. (ISBN 978-2-84950-561-8, OCLC 990185328, BNF 45266394, SUDOC 201848635, lire en ligne), p. 91-94.